# Шемышейка
Шемыше́йка — посёлок городского типа в России, административный центр Шемышейского района Пензенской области.

## География
Посёлок расположен в 45 км к юго-востоку от Пензы по берегам реки Узы, исторический центр на правом высоком берегу, с севера и запада примыкают лесные массивы. Ближайшая железнодорожная станция Канаевка в 32 км.

## Название
Назван по одноимённому ручью. Название происходит, вероятно, от булгарско-чувашского языческого личного мужского имени Шамяшка, Самыш. В предании, записанном в 1896 году, говорится: «Около 350 лет назад всё место, где в настоящее время стоит Шемышейка, было пустынно и покрыто чащею леса; вследствие чего сюда пришли люди (из них предводителем был некто Шамыш, по имени которого и названо село), выбрали поляну и поселились на ней». То, что Шемышейка является названием-антропонимом, подкрепляет этимология названия Чиндясы — села, слившегося в 1950 году с Шемышейкой. Чиндей, Чиндай — чувашские языческие личные мужские имена; топооснова -яс — фонетическая разновидность буртасского термина -ис «вода, река»: отсюда Чиндяс «речка Чиндая».
Краеведом А. Лежнковым в 1989 году высказано предположение, что гидроним Шемышейка происходит от мокшанских слов шамонь «ржавая», шай «осока» или «болото». Однако, учитывая высокую плотность населения данного региона в XI—XIV веках, подтверждением чему служат Неклюдовское городище, ряд селищ булгаро-буртасского типа и оборонительный вал этого же периода, следует признать булгарскую гипотезу происхождения названия Шемышейка как наиболее предпочтительную. Её подкрепляет также топоним Шемяшова поляна, употреблявшийся ещё до заселения Шемышейки.

## История
Основан около 1700 года. В 1705 году именуется новопостроенной деревней Никольской (Шемишейка), в ней 15 дворов государственных и дворцовых крестьян".
В 1718 году в Шемышейке 57 дворов ясачных крестьян и 19 — пришлых из Нижегородской, Казанской, Воронежской и Московской губерний. Численность населения уменьшилась, по сравнению с 1710 годом (80 дворов, 337 жителей) в связи с «кубанским погромом» в августе 1717 года, в результате которого «в одном селе Шемишейке церковь и все крестьянские дворы разорены и выжжены».
В 1747 — в составе Узинского стана Пензенского уезда, 329 ревизских душ ясачных (имена русские) и дворцовых крестьян; 105 дворцовых крестьян (из деревни Новая Шемышейка) были переведены до 1762 года в Симбирский уезд. В 1748 показано 204 ревизских души ясачных крестьянина (русских) и 97 ревизских душ дворцовых крестьян, всего — 301 (РГАДА, ф.350, оп.2, е.хр.2545, лл. 6-18 об.). С 1780 в Кузнецком уезде Саратовского наместничества (губернии), волостной центр. В 1795 — село Никольское (Шемышейка), 97 дворов, 336 ревизских душ (РГВИА, ф. ВУА, д. 19014, № 97).
Малоплодородная земля (супесь, подзолы) заставляла жителей искать дополнительные источники дохода, появились ремесла, кустарные мастерские, торговля. В 1877 — церковь, молитвенный дом, школа, 4 лавки, 3 постоялых двора, 3 кирпичных завода, 3 кожевни, 4 смоляных заведения, красильня, ярмарка, базар. В конце XIX века имелись 3 небольших кирпичных завода, красильня, 2 ярмарки, базар, 23 лавки, 3 трактира; 567 деревянных домов и 10 каменных, 5 под железной крышей, 183 под тёсом. Промыслы были связаны с лесом: рубка дров, гонка смолы и др. Центр села сложился при церковной площади, где была сосредоточена каменная жилая застройка после большого пожара 1885. Некоторые постройки конца 19 — начала 20 века сохранились (здания райвоенкомата, музея, аптеки, отделение связи и др.). К 1914 село приобрело облик значительного торгового центра с кирпичными лавками, мясным пассажем. В 1911 здесь 624 двора, церковь, министерская и церковно-приходская школы, фельдшерско-акушерский пункт, почтовая контора, базар, ярмарка.
В 1932 году село становится центром Шемышейского района Средневолжского края (с 1939 года — в Пензенской области). Посёлок городского типа с 1980 года.
В 1955 — центральная усадьба колхоза имени Дзержинского. В 1980-е годы — центральная усадьба колхоза имени Чапаева.

## Население
| 1710  | 1717  | 1723  | 1747  | 1762  | 1795  | 1814  |
| ----- | ----- | ----- | ----- | ----- | ----- | ----- |
| 337   | ↘231  | ↗360  | ↗600  | ↘347  | ↗760  | ↗1100 |
| 1859  | 1877  | 1897  | 1911  | 1926  | 1930  | 1939  |
| ↗2553 | ↗2665 | ↗3059 | ↗3801 | ↘3481 | ↘3319 | ↘2863 |
| 1959  | 1970  | 1979  | 1989  | 2002  | 2009  | 2010  |
| ↘2602 | ↗2961 | ↗5532 | ↗6806 | ↘6708 | ↘6707 | ↘6512 |
| 2011  | 2012  | 2013  | 2014  | 2015  | 2016  | 2017  |
| ↗6522 | ↘6503 | ↘6500 | ↗6570 | ↘6566 | ↘6560 | ↗6592 |
| 2018  | 2020  | 2021  |       |       |       |       |
| ↘6526 | ↘6492 | ↘6368 |       |       |       |       |

## Современное состояние
В Шемышейке имеются хлебокомбинат, цех по выпуску безалкогольных напитков и колбасы, крупный лесокомбинат с хвойно-витаминным цехом и лесопунктом, комбикормовый завод, завод кондитерского оборудования «Костамаш», дорожно-строительный участок и другие производственные организации районного значения. ЦРБ, поликлиника, аптека. Средняя школа и 3 детских сада; ПТУ по специальностям: механизатор широкого профиля, повар-кондитер. Дом культуры, центральная районная и Чиндясская сельская библиотеки. Спортивно-оздоровительный комплекс, плавательный бассейн «Уза». Молитвенный дом (православный). Краеведческий музей, торговый центр, гостиница, автовокзал.

## Достопримечательности
В 2 км к югу расположено селище «Девяносто десятин», археологический памятник конца 1-го тыс. до н. э., вторично заселен мордвой в 8-9 вв. н. э. В черту поселка в 1970 году вошло село Чиндясы, где расположен Шемышейский протомордовский могильник 2-4 веков н. э.

## Известные люди
Родина Героя Советского Союза А. Т. Бодряшова, генерал-лейтенанта В. М. Лекарева, театрального художника Н. А. Архангельского. С 1951 года по 1995 года жил и работал детский писатель Борис Федорович Иванов (1922—1995).